# Cheick Modibo Diarra
Cheick Modibo Diarra Embaixador(a) da boa vontade da UNESCO (21 de abril de 1952) é um executivo e político de Mali, onde foi primeiro-ministro de abril de 2012 a dezembro de 2012.
Renunciou em 11 de dezembro de 2012.